# في محراب الفن (كتاب)

## في محراب الفن
هو كتاب للأستاذ يحيى حقي يضم 33 مقال نقدي للأستاذ يحيى حقي، مقسمة إلى ثلاثة أقسام: الأول عن الموسيقى ويضم هذا القسم 17 مقال والثاني عن التشكيل وفيه 12 مقال منهم مقال مترجم لسيجموند فرويد، والثالث عن العمارة ويشتمل على 4 مقالات منهم مقال مترجم بقلم توم بريدو.

### القسم الأول: الموسيقى
أهم ما يركز عليه الأستاذ يحيى حقي في كتابته عن الموسيقى هو التاريخ، حيث يرى يحيى حقي أن سبب بقاء الأوبرا حتى الآن هو قوتها وصلابتها وعدم استجابتها أو خضوعها للتغيرات، فيكتب عن الأوبرا قائلا: «عجيب أمر هذه الأوبرات الشامخة العتيقة التي لا تبلى رغم مرور الزمن... لعل السبب في أنها بقيت أنها تحجرت كالجوهر الكريم، هيهات أن تجد له مبردا يخدشه أو مطرقة تسحقه.»  وينتقد ما وجده في الحجاز من مصادرة الإبداع الموسيقي ومنع الآلات الموسيقى الصغيرة «فالموسيقى كلها رجس من عمل الشيطان حتى»هارمونيكا «الفم أم قرشين... يصادرها المذهب الوهابي في الجمرك»  لكن كان يتم تهريب اسطوانات الأغنيات الجديدة والاستماع إليها فور صدورها لأنه لا يمكن أبدا حرمان أي شعب من الموسيقى.
	يؤكد يحيى حقي على ضرورة الحفاظ على الهوية الشرقية والعمل على تحسين موسيقاها وتطويرها وإعادة تقديمها في صورة جيدة، وقد سجل إعجابه بالأغنية التركية لقدرتها على الاحتفاظ بالروح الشرقية والتراث، فأثنى على حفلات الملحن والمعني التركي الشهير منير نور الدين وتمنى أن نقتدي بنظام حفلاته التي يقدم فيها برنامج مطبوع يستعرض الأغنيات التي سيتم تقديمها خلال الحفل، هذا فضلا عن احتواء الحفل على ثلاث أقسام تمثل جوله في تاريخ الموسيقى التركية: الأول للأغنيات الكلاسيكية والثاني للتلحين المعاصر والثالث للأغاني الشعبية، وفي كل قسم أربع أغنيات لا تزيد الواحدة منهم عن ثلاث أو أربع دقائق فضلا عن قلة عدد أفراد التخت المصاحب مما يساهم في تحقيق الإمتاع السمعي على عكس ما يجري لدينا: «لا أعتقد أن هناك حاجة فنية لأن يصاحب أم كلثوم عشرون عازفا للكمان على الأقل... ليس هذا إلا نوعا من حب التظاهر، أو محاولة لرفع الموسيقى بالكم لا بالكيف».
الأوبرا
	تتلخص خصوصية فن الأوبرا عند يحيى حقي في «معجزة الصوت الإنساني» وإبداع توظيفه، ففي الأوبرا يجد الزائر ما لا يجده في أي من الفنون الأخرى؛ يقول شارحا سر سحر الأوبرا: «إنما يذهب الجمهور الأوبرا إليها لشئ واحد، إن ضاع هو فقد ضاع كل ما عداه... أن يستمع إلى غناء، ليطرب لحلاوة الصوت، من مختلف الطبقات: تينور وباريتون وباصو للرجال، وسوبرانو ونصف سوبرانو للنساء. وكل هذه الطبقات مجتمعة في الأوبرا الواحدة... هذا هو في وقت واحد سر سحر الأوبرا وسر تعرضها للتضغضغ بسهولة.»  إلا أنه يشير إلى مأزق فن الأوبرا الذي يتلخص في ندرة العثور على التوليفة الصوتية الكاملة من حيث التقارب في مستوى الغناء والقدرة على التمثيل وملاءمة الهيئة لأدوار الأوبرات المختلفة وتحقيق التناغم: «ولعل هذا المأزق هو السبب في أن اهتمام الأوبرا بالديكور والإضاءة قد ازداد في العصر الحديث زيادة كبيرة، كأنها تريد أن تعوض بهما على المشاهد ما يجده من ضعف في مستويات الأصوات. تريد أن تبهر بهما عينه لينسى أذنه» 
	أما عن أوركسترا القاهرة فقد قال إن مشكلتنا في مصر هي إننا نتتبع الجديد دائما ولا ننظر للقديم الحسن في محاولة لإحيائه من جديد هذا فضلا عن إننا لا نتمسك بالروح المصرية بقوة. وكان يتمنى أن تصل مصر بموسيقاها وفنونها وآدابها إلى سوق التداول العالمية. وأوضح أن مشكلة الكتابة لدينا هي أنها لا تنطلق من فلسفة إنسانية شاملة بل من أحاسيس وانفعالات جزئية وقتية متناثرة إضافة إلى ما نعانيه من «عُزلة» فكرية وثقافية حتى عن مجتمعاتنا التي نعيش فيها وقال إن الحل هو الالتحام القوي بالشعب والتعبير الصادق عن التراث وتقديم ما هو جديد بدلا من الأغنيات والأفكار المكررة الرتيبة والمفتاح في رأيه هو: الاحنفاظ بالروح الشرقية المصرية مع التعبير عنها بأسلوب راقي حضاري.
الفن والنقد:
هذا وقد أكد أن الواجب هو تأمل ماهية الفن قبل الانشغال باستعراض أطواره وإثارة الجدل حولهاـ وأنه ينبغي على الناقد أن يركز على أصول العملية الفنية والهدف من العمل الفني أكثر من النظريات الدخيلة، وينبغي على الفنان أيضا أن يثق بنفسه ويثبت ولا يتغير. لقد عارض يحيى حقي المحاكاة بين الفن والطبيعة على الرغم من اعترافه بأهميتها وضرورة ممارستها لصقل الموهبة وتمرينها إلا أنه يرى أنه على الفنان أن يمدنا بما هو جديد ومبتكر، وقد انتقد العازف الفنان سامي الشوا في محاكاة الآذان بكمنجته إلا أنه بعد سفره لأوربا اكتشف أنه لا مفر من المحاكاة و«لا بد منها لكي تأخذ يدي حتى أتعلم الحبو ثم المشي.» 
وقد رأى أن تأخر الموسيقى المعاصرة في مصر له ثلاثة أسباب: التكرار المنفر وما يخلفه من رتابة، الأصوات «الهزيلة والقبيحة»، اختلاط الآلات الشرقية بالغربية في التخت العربي فلا تبدو له في النهاية هوية واضحة، واللعب بورقة الغريزة الجنسية لتغطية رداءة الصوت وضحالته. وأضاف في مقالة أخرى إن السبب هو أيضا الإهمال والاستهتار الذي يشوب عملية تأليف الموسيقى في مصر وضرب على ذلك مثال الأغنيات الوطنية التي تيتم تأليفها وتلحينها على التليفون دون أي لقاء بين أصرافها فينتج عمل فني مشوه وأرجع هذا الاستهتار والهبوط إلى عدم وجود مخزون فني راقي لدينا.

### القسم الثاني: التشكيل
القسم الثاني من الكتاب يفرده لعرض ومناقشة قضايا المعرض والفن التشكيلي المصري أكثر ما يشغله في هذ القسم هو أهمية الارتقاء بالذوق العام المصري وتثقيف أهله ثقافة فنية صحيحة: «وكما أن الدين هو أمضى سلاح لتهذيب الأخلاق فإن الفنون الجميلة هي الوسيلة المثلى لتهذيب الذوق»  ويؤكد: «إن لإهمالنا لآثارنا الإسلامية الرائعة في قلب القاهرة... أضر على الأمة من تفشي الجرائم الخلقية وتعاطي الحشيش»  ومن هذا المنطلق فقد اهتم بدعوة الناس أن يتعرفوا على رموز الفن المصري أمثال النحات العبقري محمود مختار في مقال أفرده له هو فقط وأسماه «المختار»، وما يطلبه ليس فقد التعرف بالقراءة بل بالطوف بآثاره بزيارة المتحف الصغير الجميل في أرض الجزيرة «ليقف صامتا خاشعا برهة ولو قصيرة أمام هذه الآثار الرائعة: العودة من الريف، مناجاة الحب، على شاطئ النيل... حارس الحقول، العودة من النهر... وأن يقف طويلا عند تمثال رياح الخماسين ليرى كيف يداعب الريح الحجر، وكيف يرق هذا الحجر حتى يصبح وهو غليظ كالحرير الشفاف، سيحس بمصر وطينها وبكل ما في أهلها الكادحين من طيبة وصبر على الشدائد» 
ويرى يحيى حقي إن زيارة المعارض أمر يدل على سمو الذوق الشخصي ورقيه لكنه ينتقد فن تقديم المعارض رغم أهميته حيث يرى إنه: «هو فن النفخ في الحبة لتصبح قبة، أو تلبيس البوصة لتكون عروسة» فلا مناص من الاهتمام بتصميم الدعوات والسيرة الذاتية للفنان صاحب المعرض ونبذة مختصرة عن ما يعرضه «فكل لوحاته- عند العرب أمثالي- صابون» إن قمة الروعة في الفنون الجميلة لدى يحيى حقي تكمن في بساطتها وتناغم عناصرها وتكاملها وخلوها من التعقيدات والمبالغات واللامعقولية، وهو يرى أن الطبيعة الشيئية تكشف ما في نفس الفنان وتشتعرض قدراته الفنية بصورة جيدة إلا أن المطلون من الفنان هو الإيحاء وليس النقل المباشر. وينتقد يحيى حقي الذوق العام للمصريين في اختيار اللوحات التي تزين بيوتهم، فينتقد تزيين الغرف بلوحات لا مصرية فيها ولا تنتمي نهائيا لأجوائنا الثقافية ولا لحضارتنا الفرعونية ولا العربية، وأكثر ما يدهشه أن من يقدمون على اقتناء تلك اللوحات شباب متعلمون ويفترض أن لديهم ذوق عالى في اختيار الألوان وقطع الأثاث، ويخلص من هذا إلى ضرورة تمنية الوعي الثقافي والفني لدى المصريين وتقوية الرابطة النفسية والثقافية بينهم وبين مجتمعهم وحضارتهم. يؤكد في مقال آخر على ضرورة وجود تواصل بين الجمهور والفنان وعلى ضرورة اقتناء الأعمال الفنية وأهمية عرض اللوحات ومناقشتها لأنها «عنصر أساسي في الثقافة الذهنية والروحية للإنسان المعاصر» 
ينقل لنا الأستاذ يحيى حقي ملخص محاضرة ألقاها رينيه ويج  موفدها إنه «لا يوجد في الواقع شئ اسمه الفن، بل الموجود هو شئ اسمه الفنان» وتتنوع الفنون لتنوع أمزجة الفنانين وينقسم الفنانون بين فئة تفتح عيونها من أجل أن ترى وفئة تغمض عيونها من أجل أن ترى والفنان الصادق هو من يبحث داخل غياهب نفسه فيخرج إبداعا راقيا: إن المحك الوحيد لصدق الفنان وعظمته هو هيامه بالقيم الروحية السامية ومحاولته التعبير عنها. إن ما يكتب النجاح والخلود لأي فنان هو: تنظيم وقته واستثماره في إنجاز أعمال فنية متقنة، واستثمار الوقت في العمل لا في الكلام عن الأعمال؛ وينتقد دعاة الفن المغرمون باستعراض الذات والتفاخر، كما يؤكد إنه لا غنى عن القراءة لأي فنان يصبو للإبداع وتحقيق الدهشة؛ القراءة في كل المجالات والإبداعية التي تثري النفس والروح وتشحذ طاقة الإبداع.
التصوير الفوتوغرافي:
يرى في التصوير الفوتوغرافي روعة تحويل مصر إلى لقطات ثرية تمتع العين وتأخذ المشاهد في جولة صادقة ممتعة عبر أركان مصر إلا أنه يعيب على بعض المصورين التركيز على أشهر المعالم السياحية والمزارات التاريخية فقط، إننا نحتاج في هذ الفن لكسر النمطية والتقليد ونعيد نشر المهجور من آثارنا الشعبية والإسلامية ولوحاتنا القديمة المحبوسة في المتاحف لا يعلم عنها أحد أي شئ: «كم أتمنى أن تطبع (هذه اللوحات والصور) في كتاب وتحت كل صورة تعليق صغير يكتبه واحد من كبار أدبائنا، أن تصنع منها كروت يجدها السيّاح في فنادقهم. إنهم شبعوا وزهقوا من منظر الأهرام وأبي الهول» 

### القسم الثالث: العمارة
في القسم الثالث يؤكد حقي في بدايته على أهمية الاهتمام بخصوصية فن العمارة لأنه «فن من أروع الفنون وأقدمها وأشدها التصاقا بالأرض والتاريخ والإنسان، بمعيشته وأحلامه» ويعرض بسرعة لقطات عالمية للآراء الأدبية التي رسخت صورا معينة عن سمات مساكن الطبقات المختلفة كمساكن الطبقة الشعبية في إنجلترا على غرار ما أورده الكتاب الثائرون (أمثال ديكنز) والتي دفعت الجميع للاعتقاد أن مساكن البسطاء لا تكون إلا «دور قذرة منتنة مظلمة، غارقة في الرطوبة، محرومة من الشمس والهواء» ولفت النظر أيضا إلى أن الأمراء الذين يهتمون بالتقليد والمحاكاة في بناء قصورهم (كقصر «فرساي») إنما يضيفون إلى التعب «معِّرة التقليد وضياع الطابع المحلي»  يستعرض بعد ذلك أنواع العمارة المصرية التي خلفتها القرون الوسطى: الأول هو الحوش «كحوش أيوب بك وحوش بردق»  والنوع الثاني وهو الرَبْع كربع المغربلين مثلا، ثم يشير إلى نشأة أحياء باسم «الخرطة» «خرطة سيدي أبو السعود، وخرطة الإمام الشافعي وغيرها» ثم يعرض لقصور الأغنياء مثل بيت السحيمي وبيت السناري واصفا إياهم بأنهم مساكن مريحة وأصيلة وغير كاذبة في انتمائها لبلدها ثم يلفت النظر إلى ضرورة الالتفات لعمارة النوبة التي ما عرفناها إلا بعد أن أوشكت أن تغرق.
ومن أهم ما يلفت النظر إليه إيضا هو ما يتعرض له فن العمارة في النظام الرأسمالي والاشتراكي؛ ففي الأول يكون "متروك أمرها للمجتمع، حرية فيها خير قليل وشر كثير، وفي الثاني يرى أن "المشكلة تزداد تعقيدا حينما تتولى الدولة عبء البناء" فتنتج أبنية "مكعبة متشابهة تقف كأحجار الدومينو على مد البصر" وأشار في ذلك لتجربة العمارة الصينية التي اختفت منها الزخارف والفنون الصينية المعروفة. يتتبع يحيى حقي في المقال الثاني التيارات التي تنازعت فن العمارة في مصر في محاولة للاهتداء لطابع محلي، التيار الأول هو المصري الفرعوني "الذي روج له مختار بتمثال نهضة مصر"  والتيار الثاني هو الطراز العربي الذي "تزعمت وزارة الأوقاف حركة الترويج له في بناء ديوانها" وجرى اتباعه أيضا في بناء المتحف الإسلامي  والتيار الثالث المعروف بطراز الموريسك المنحدر إلينا من الأندلس الذي بنيت عليه بعض العمارات في مصر الجديدة وهو "طراز جميل ترتاح له العين، يتمثل في صلح بين التراث والعصر."  ينتقل من هذه التيارات الثلاثة التي كانت "تتنازع فيما بينها تنازع السادة المهذبين" إلى تيار آخر "بجح صفيق جلف... كانت وسيلته لفض النزاع هي القضاء على المتنازعين" وهو يقصد بهذا "تيار المسلح، البناء الذي لا يهدف إلى النفع." (فأر تحت سطح من صفيح ساخن 264) متمنيا أن نجد في المستقبل مهندسا "يتصدى لتيار القبح والعذاب وينادي بضرورة التبصُّر، والبحث عن طراز يوافق جونا وأذواقنا"  ويكتب ناقدا لمشروع إعادة بناء القرى ومتسائلا: هل بعد أن يهدم البولدوزر الأزقة الضيقة والببوت الطينية سيقوم المهندسون المعماريون ببناء قرى جديدة ترضي ذوق الفلاح المصري؟! يقول: "كم أتمنى أن يقوم الاتحاد الاشتراكي أولا باستفتاء واسع النطاق يسأل فيه أهل القرى عن صورة البيت الجديد المرتسمة في أذهانهم، ثم كم أتمنى أن نسمع أيضا لرأي المهندس المعماري العظيم حسن فتحي، صاحب قرية الجرنة، فلم أعرف أحدا مثله يعشق عمارة مصر العريقة، في المدن والريف، مدافعا عن أصالتها، عن انسجامها مع البيئة وأهلها فيه".